# AEGON International 2011
L'AEGON International 2011 è stato un torneo tennistico che si è svolto in concomitanza tra uomini e donne, su campi in erba all'aperto. È stata la 37ª edizione del torneo per le donne e la 3ª per gli uomini. Appartiene alle categorie WTA Premier per quanto riguarda la parte femminile, e all'ATP World Tour 250 series per l'evento maschile. Si è svolto al Devonshire Park Lawn Tennis Club di Eastbourne, in Inghilterra, dall'11 al 18 giugno 2011.

## Partecipanti ATP

### Teste di serie
| Giocatore              | Nazionalità | Ranking* | Testa di serie |
| ---------------------- | ----------- | -------- | -------------- |
| Jo-Wilfried Tsonga     | Francia     | 19       | 1              |
| Aleksandr Dolhopolov   | Ucraina     | 21       | 2              |
| Janko Tipsarević       | Serbia      | 31       | 3              |
| Guillermo García López | Spagna      | 33       | 4              |
| Serhij Stachovs'kyj    | Ucraina     | 36       | 5              |
| Kevin Anderson         | Sudafrica   | 39       | 6              |
| Pablo Andújar          | Spagna      | 48       | 7              |
| Philipp Kohlschreiber  | Germania    | 49       | 8              |

- Le teste di serie sono basate sul ranking del 6 giugno 2011.

### Altri partecipanti
I giocatori seguenti hanno ricevuto una wild-card per l'ingresso nel tabellone principale:
- Daniel Cox
- Daniel Evans
- Colin Fleming

Il seguente giocatore è stato ammesso al tabellone principale come Special Exempt:
- James Ward

I giocatori seguenti hanno superato tutti i turni di qualificazione per il tabellone principale:

- Rainer Schüttler
- Alexander Slabinsky
- Donald Young
- Evgenij Kirillov

Il seguente giocatore è stato ammesso al tabellone principale come Lucky loser:
- Illja Marčenko

## Partecipanti WTA

### Teste di serie
| Giocatrice          | Nazionalità | Ranking* | Testa di serie |
| ------------------- | ----------- | -------- | -------------- |
| Vera Zvonarëva      | Russia      | 3        | 1              |
| Li Na               | Cina        | 4        | 2              |
| Viktoryja Azaranka  | Bielorussia | 5        | 3              |
| Francesca Schiavone | Italia      | 7        | 4              |
| Petra Kvitová       | Rep. Ceca   | 8        | 5              |
| Marion Bartoli      | Francia     | 9        | 6              |
| Samantha Stosur     | Australia   | 10       | 7              |
| Andrea Petković     | Germania    | 11       | 8              |

- Le teste di serie sono basate sul ranking del 6 giugno 2011.

### Altre partecipanti
Le giocatrici seguenti hanno ricevuto una wild-card per l'ingresso nel tabellone principale:
- Elena Baltacha
- Heather Watson
- Serena Williams

Le giocatrici seguenti hanno superato tutti i turni di qualificazione per il tabellone principale:

- Zheng Jie
- Bojana Jovanovski
- Mirjana Lučić
- Tamira Paszek

## Campioni

### Singolare maschile
Andreas Seppi ha battuto in finale  Janko Tipsarević per 7–6(5), 3–6, 5–3, rit.
- È il 1º titolo della carriera per Seppi, nonché il primo successo in assoluto di un tennista italiano in un torneo ATP su erba.

### Singolare femminile
Marion Bartoli ha battuto in finale  Petra Kvitová per 6–1, 4–6, 7–5.
- È il 1º titolo dell'anno per la Bartoli ed il 6° della sua carriera.

### Doppio maschile
Jonathan Erlich /  Andy Ram hanno battuto in finale  Grigor Dimitrov /  Andreas Seppi per 6–3, 6–3.

### Doppio femminile
Květa Peschke /  Katarina Srebotnik hanno battuto in finale  Liezel Huber /  Lisa Raymond per 6–3, 6–0.